# 自衛隊愛知地方協力本部
座標: 北緯35度9分20.8秒 東経136度53分33.4秒 / 北緯35.155778度 東経136.892611度
自衛隊愛知地方協力本部（じえいたいあいちちほうきょうりょくほんぶ、Aichi Provincial Cooperation Office）は、愛知県名古屋市中川区松重町3-41に所在する、自衛隊地方協力本部のひとつ。

## 概要
陸・海・空自衛隊共同の機関だが、通常は陸上自衛隊の中部方面総監の指揮監督下にある。防衛省・自衛隊の総合窓口として愛知県を管轄し、「自衛官募集」「国民保護措置・災害派遣などにおける県市町村との調整 」「地方における渉外および広報」「隊員の就職援護」「予備自衛官等の採用・管理 」を行っている。また、部外協力支援として、学校教育における体験学習等への協力、防衛講話、新入社員教育などの体験入隊に協力している。装備車両の表示は「愛地本」。

## 沿革
- 1954年（昭和29年）7月5日：陸上自衛隊の機関として陸上自衛隊愛知地方連絡部が編成される[2]。
- 1956年（昭和31年）8月1日：自衛隊法施行令の一部改正により地方連絡部が陸海空自衛隊の共同機関となり、自衛隊愛知地方連絡部に改編される[3]
- 2006年（平成18年）7月31日：自衛隊愛知地方協力本部に改編される。

## 出先機関
- 名古屋出張所（名古屋市中村区）　担当地区：名古屋市西区、港区、中区、中村区、中川区、昭和区
- 守山地域事務所（名古屋市守山区）担当地区：名古屋市北区、東区、名東区、千種区、守山区
- 金山地域事務所（名古屋市中区）　担当地区：名古屋市緑区、南区、熱田区、瑞穂区、天白区
- 半田地域事務所（半田市）　　　　担当地区：半田市、常滑市、東海市、大府市、知多市、阿久比町、東浦町、南知多町、美浜町、武豊町
- 一宮地域事務所（一宮市）　　　　担当地区：一宮市、津島市、稲沢市、愛西市、弥富市、あま市、蟹江町、大治町、飛島村
- 小牧地域事務所（小牧市）　　　　担当地区：小牧市、春日井市、犬山市、江南市、岩倉市、清須市、北名古屋市、豊山町、大口町、扶桑町
- 瀬戸地域事務所（瀬戸市）　　　　担当地区：瀬戸市、尾張旭市、日進市、豊明市、東郷町、長久手市
- 岡崎出張所（岡崎市）　　　　　　担当地区：岡崎市、西尾市、幸田町
- 豊田地域事務所（豊田市）　　　　担当地区：豊田市、みよし市
- 安城案内所（安城市）　　　　　　担当地区：碧南市、安城市、知立市、高浜市、刈谷市
- 豊橋地域事務所（豊橋市）　　　　担当地区：豊橋市、田原市
- 豊川地域事務所（豊川市）　　　　担当地区：豊川市、新城市、蒲郡市、東栄町、豊根村

## 主要幹部
| 官職名                   | 階級    | 氏名     | 補職発令日     | 前職                                       |
| ------------------------ | ------- | -------- | -------------- | ------------------------------------------ |
| 自衛隊愛知地方協力本部長 | 1等陸佐 | 丸尾寿明 | 2025年03月24日 | 陸上自衛隊幹部候補生学校副校長 兼 企画室長 |

| 代 | 階級    | 氏名       | 在職期間                                                   | 出身校・期              | 前職                                       | 後職                                            |
| -- | ------- | ---------- | ---------------------------------------------------------- | ----------------------- | ------------------------------------------ | ----------------------------------------------- |
| 01 | 1等陸佐 | 大勝太郎   | 1954年07月05日 - 1959年03月16日                            | 京都帝国大学 昭和6年卒  | 第1管区総監部第1部長                       | 自衛隊愛知地方連絡部付 →1959年7月18日 定年退官  |
| 02 | 1等陸佐 | 神崎清     | 1959年03月17日 - 1962年07月31日                            | 東京帝国大学 昭和11年卒 | 西部方面監察隊長                           | 自衛隊愛知地方連絡部付 →1962年12月9日 停年退官  |
| 03 | 1等陸佐 | 高橋義彦   | 1962年08月01日 - 1965年03月15日                            | 陸士47期                | 第10特科連隊長 兼 豊川駐とん地司令         | 第10師団司令部付                                |
| 04 | 1等陸佐 | 中根平次   | 1965年03月16日 - 1966年07月15日                            | 陸士48期・ 陸大60期     | 自衛隊秋田地方連絡部長                     | 自衛隊愛知地方連絡部付 →1966年12月29日 停年退官 |
| 05 | 1等陸佐 | 川島馨     | 1966年07月16日 - 1967年07月16日                            | 横浜専門 昭和13年卒     | 陸上自衛隊会計監査隊副隊長                 | 中部方面総監部募集課長                          |
| 06 | 1等陸佐 | 安藤六人   | 1967年07月17日 - 1969年07月15日                            | 陸士53期                | 第29普通科連隊長 兼 倶知安駐とん地司令     | 陸上幕僚監部募集課長                            |
| 07 | 陸将補  | 長嶺秀雄   | 1969年07月16日 - 1971年03月15日                            | 陸士51期                | 陸上自衛隊調査学校副校長 兼 企画室長       | 陸上自衛隊幹部学校勤務                          |
| 08 | 1等陸佐 | 青山基三   | 1971年03月16日 - 1972年06月30日 ※1972年01月01日 陸将補昇任 | 中央大学 昭和17年卒     | 関西地区補給処副処長                       | 第1教育団長 兼 武山駐とん地司令                 |
| 09 | 1等陸佐 | 小川論     | 1972年07月17日 - 1974年06月30日 ※1974年04月01日 陸将補昇任 | 陸士54期                | 第1師団司令部幕僚長                        | 陸上自衛隊調査学校長                            |
| 10 | 1等陸佐 | 辻田彌壽男 | 1974年07月01日 - 1976年08月01日 ※1976年03月16日 陸将補昇任 | 陸士57期                | 陸上幕僚監部第1部副部長                    | 第4師団副師団長 兼 福岡駐とん地司令             |
| 11 | 1等陸佐 | 大澤渉     | 1976年08月02日 - 1978年07月31日 ※1977年04月01日 陸将補昇任 | 陸士60期                | 陸上幕僚監部第1部総括班長                  | 中部方面総監部幕僚副長                          |
| 12 | 1等陸佐 | 廣松幸男   | 1978年08月01日 - 1980年03月16日 ※1978年11月01日 陸将補昇任 | 陸士60期                | 第8師団司令部幕僚長                        | 陸上幕僚監部付 →1980年7月1日 退職               |
| 13 | 陸将補  | 倉林昭三   | 1980年03月17日 - 1981年07月31日                            | 陸士61期                | 第6師団司令部幕僚長                        | 第1混成団長 兼 那覇駐とん地司令                 |
| 14 | 1等陸佐 | 伊藤三雄   | 1981年08月01日 - 1983年03月15日 ※1982年04月01日 陸将補昇任 | 早稲田大学 昭和28年卒   | 北部方面総監部人事部長                     | 陸上自衛隊幹部候補生学校副校長 兼 企画室長      |
| 15 | 1等陸佐 | 東俊       | 1983年03月16日 - 1984年06月30日 ※1983年04月01日 陸将補昇任 | 防大1期                 | 東部方面総監部防衛部長                     | 陸上自衛隊幹部学校教育部長                      |
| 16 | 1等陸佐 | 楠元惇之   | 1984年07月01日 - 1986年07月31日 ※1985年04月01日 陸将補昇任 | 防大1期                 | 陸上幕僚監部人事部人事計画課長             | 第1空挺団長 兼 習志野駐屯地司令                 |
| 17 | 陸将補  | 冨澤暉     | 1986年08月01日 - 1988年03月15日                            | 防大4期                 | 陸上幕僚監部人事部補任課長                 | 陸上幕僚監部教育訓練部長                        |
| 18 | 1等陸佐 | 國枝金正   | 1988年03月16日 - 1989年06月29日 ※1988年08月01日 陸将補昇任 | 防大1期                 | 第1教育団長                                | 陸上幕僚監部付 →1989年8月1日 退職               |
| 19 | 1等陸佐 | 野原征夫   | 1989年06月30日 - 1991年03月15日 ※1990年08月01日 陸将補昇任 | 防大4期                 | 陸上自衛隊富士学校企画室長                 | 調達実施本部副本部長 （調達管理第二担当）       |
| 20 | 1等陸佐 | 千葉瑞圓   | 1991年03月16日 - 1992年06月15日                            | 防大5期                 | 第4師団司令部幕僚長                        | 第3師団副師団長 兼 千僧駐屯地司令               |
| 21 | 1等陸佐 | 千輪俊明   | 1992年06月16日 - 1994年06月30日                            | 防大10期                | 東部方面総監部防衛部長                     | 第12師団副師団長 兼 相馬原駐屯地司令            |
| 22 | 1等陸佐 | 木村征男   | 1994年07月01日 - 1996年12月15日                            | 防大9期                 | 第3師団司令部幕僚長                        | 陸上自衛隊関西地区補給処副処長                  |
| 23 | 1等陸佐 | 水口勇     | 1996年12月16日 - 1999年03月28日                            | 防大12期                | 第2師団司令部幕僚長                        | 第3師団副師団長 兼 千僧駐屯地司令               |
| 24 | 1等陸佐 | 中原勇     | 1999年03月29日 - 2000年04月27日                            | 防大14期                | 第3師団司令部幕僚長                        | 第5師団副師団長 兼 帯広駐屯地司令               |
| 25 | 1等陸佐 | 鬼塚隆志   | 2000年04月28日 - 2002年12月01日                            | 防大16期                | 東部方面総監部人事部長                     | 陸上自衛隊富士学校特科部長                      |
| 26 | 1等陸佐 | 土谷貴史   | 2002年12月02日 - 2005年12月04日                            | 防大19期                | 西部方面総監部人事部長                     | 第1高射特科団長                                 |
| 27 | 1等陸佐 | 南安弘     | 2005年12月05日 - 2007年03月27日                            | 防大21期                | 中部方面総監部防衛部長                     | 陸上自衛隊幹部学校教育部長                      |
| 28 | 1等陸佐 | 盛一丈嗣   | 2007年03月28日 - 2009年12月06日                            | 防大22期                | 陸上自衛隊通信学校副校長 兼 企画室長       | 通信団長                                        |
| 29 | 1等陸佐 | 小林秀人   | 2009年12月07日 - 2012年02月08日                            | 防大23期                | 西部方面特科隊長 兼 湯布院駐屯地司令       | 陸上自衛隊富士学校特科部長                      |
| 30 | 1等陸佐 | 田渕忠史   | 2012年02月09日 - 2013年12月17日                            | 防大30期                | 陸上自衛隊研究本部 主任研究開発官          | 統合幕僚監部総務部総務課長                      |
| 31 | 1等陸佐 | 市川文一   | 2013年12月18日 - 2015年03月29日                            | 防大27期                | 東北方面後方支援隊長                       | 陸上自衛隊武器学校長 兼 土浦駐屯地司令          |
| 32 | 1等陸佐 | 杉山利行   | 2015年03月30日 - 2017年08月07日                            | 防大29期                | 防衛医科大学校学生部長                     | 第1師団副師団長 兼 練馬駐屯地司令               |
| 33 | 1等陸佐 | 石丸威司   | 2017年08月08日 - 2019年03月22日                            | 防大31期                | 西部方面後方支援隊長                       | 東部方面混成団長                                |
| 34 | 1等陸佐 | 福重毅尚   | 2019年03月23日 - 2022年03月13日                            | 防大32期                | 第7師団司令部幕僚長                        | 退職（陸将補昇任）                              |
| 35 | 1等陸佐 | 下本昭司   | 2022年03月14日 - 2023年03月12日                            | 防大34期                | 第14旅団副旅団長 兼 善通寺駐屯地司令       | 退職（陸将補昇任） →神戸市危機管理室防災専門官  |
| 36 | 1等陸佐 | 安井崇     | 2023年03月13日 - 2025年03月23日                            | 防大37期                | 中部方面後方支援隊長 兼 桂駐屯地司令       | 陸上自衛隊小平学校長 兼 小平駐屯地司令          |
| 37 | 1等陸佐 | 丸尾寿明   | 2025年03月24日 -                                           | 京都産業大学 平成4年卒  | 陸上自衛隊幹部候補生学校副校長 兼 企画室長 |                                                 |